# Neil Gaiman
Neil Richard Gaiman (Portchester, Inglaterra, 10 de noviembre de 1960) es un escritor británico del género fantástico. Entre sus obras destacan la serie de cómics The Sandman y las novelas Stardust, Coraline y El libro del cementerio. Ha ganado numerosos reconocimientos, incluyendo los premios Hugo, Nebula y Bram Stoker, así como las medallas Newbery y Carnegie. En 2013, El océano al final del camino, fue votado Mejor Audiolibro del Año en el National Book Award.

## Biografía
Nació el 10 de noviembre de 1960 en la ciudad de Portchester (Hampshire), en Inglaterra, y se crio en Sussex. De niño cultivó una gran afición a la lectura, tanto de libros (G. K. Chesterton, C. S. Lewis, J. R. R. Tolkien) como de cómics. Su mayor sueño era convertirse en escritor y por ello no acabó los estudios y se puso a trabajar colaborando en diversas publicaciones como crítico, articulista o entrevistador. 
Una de esas entrevistas, con Alan Moore, le cambió la vida: despertó en él su antigua afición por los cómics, por lo que empezó a plantearse la posibilidad de escribir historias para este medio, instruido por Alan Moore. Después de un par de trabajos de rodaje, en 1986 conoció a Dave McKean, joven dibujante de peculiar estilo y juntos crean su primera novela gráfica, Casos violentos...
Por aquella época, el éxito de Alan Moore con La cosa del pantano llevó a los editores de DC Comics a buscar nuevos talentos en las islas británicas. Karen Berger, editora de DC, consiguió llevar a Estados Unidos a una generación de escritores que supondrían un hito en la industria de cómics estadounidense; Gaiman entre ellos.
Gaiman empezó su recorrido por el mercado estadounidense en 1988 con Orquídea Negra. Karen Berger, contenta con el resultado, le sugirió hacer una serie mensual. Para ello, Neil creó un personaje nuevo basado en el folclore anglosajón llamado The Sandman, que se desenvolvería en un ambiente sobrenatural y onírico, alejado del típico cómic de superhéroes predominante en el mercado.
En esta nueva historia, Gaiman recreó la vida de Morfeo, de sus hermanos, Los Eternos, sus amores, su carácter orgulloso, su figura dramática y los cambios que le acontecen a su pesar, todo ello con las maravillosas portadas del amigo McKean.
Como guionista de televisión colaboró en el episodio Day of the Dead de la quinta temporada de la serie Babylon 5. Escribió dos capítulos de Doctor Who, serie británica de ciencia ficción. En 2011 se transmitió uno de ellos, The Doctor's Wife, que ganó en 2012 el Premio Hugo a la mejor presentación dramática (formato corto). El otro episodio, Nightmare in Silver, perteneciente a la séptima temporada de la serie, se emitió en 2013.
Para el sexto episodio de la vigesimotercera temporada de Los Simpson, emitido el 20 de noviembre de 2011, dio voz al personaje animado basado en sí mismo. También participó en el documental Comic Book Superheroes Unmasked, producido por History Channel. Se confirmó que Gaiman escribiría algunos episodios para la adaptación televisiva de su novela "American Gods" en el canal Starz.

## Vida personal
Hacia 2001, vivía en la ciudad estadounidense de Mineápolis, en una casa estilo Familia Addams. Estaba divorciado de Mary T. McGrath, con la que tuvo tres hijos: Michael, Holly y Madeleine.
El 15 de enero de 2010 anunció en su blog su compromiso matrimonial con la cantante estadounidense Amanda Palmer. A mediados del 2015, anunció en redes sociales el embarazo de su esposa. El 16 de septiembre de 2015 nació su hijo Anthony Gaiman. El 3 de mayo de 2020, Amanda Palmer anunció en Patreon que su matrimonio se había terminado.
En 2024, dos mujeres lo acusaron de violencia sexual, lo que desencadenó una investigación policial en Nueva Zelanda. Además, dichas acusaciones resintieron la producción de varios de sus proyectos, entre ellos la tercera temporada de Good Omens. En 2025, 10 mujeres más denunciaron ser víctimas del autor, con 8 de ellas aportando testimonios públicos de las presuntas agresiones.El autor negó públicamente las acusaciones en su blog personal.

### Cómics y novelas gráficas
- The Sandman
- Tharg's Future Shocks (reeditado en Lo mejor de Tharg's Future Shocks, 208 páginas, julio de 2010, Ediciones Kraken, ISBN 978-84-92534-17-3):
  - "You're Never Alone With a Phone!"; ("Nunca estás solo con un teléfono") arte de John Hicklenton. Publicado originalmente en 2000 AD #488 (1986)
  - "Conversation Piece!"; ("¡Fragmento de una conversación!"). Arte de Dave Wyatt. Publicado originalmente en 2000 AD #489 (1986)
  - "I'm a Believer"; ("Soy un creyente") arte de Massimo Belardinelli. Publicado originalmente en 2000 AD #536 (agosto de 1987)
  - "What's in a Name?"; ("¿Qué hay en un nombre?") arte de Steve Yeowell. Publicado originalmente en 2000 AD #538 (septiembre de 1987)
- Casos violentos
- Orquídea negra. (Reeditado en Orquídea Negra, 144 páginas, noviembre de 2005, Planeta Deagostini, ISBN 84-674-2135-5):
  - "One Thing Is Certain..." ("Una cosa es segura...") arte de Dave Mckean. Publicado originalmente en Black Orchid #1 (noviembre de 1988)
  - "Going Down..." ("Cayendo...") arte de Dave Mckean. Publicado originalmente en Black Orchid #2 (diciembre de 1988).
  - "Yes..." ("Sí...") arte de Dave Mckean. Publicado originalmente en Black Orchid #3 (enero de 1989)
- Neil Gaiman: Días de Medianoche (Reedición de la recopilación americana Neil Gaiman's Midnight Days, 92 páginas, marzo de 2001, Norma Editorial, ISBN 84-8431-292-5)
  - Jack in the Green (Jack el verde) arte de Steve Bissette y John Totleben. Publicado originalmente en Neil Gaiman's Midnight Days (diciembre de 1999)
  - Brothers (Hermanos) arte de Mike Hoffman, Richard Piers Rayner y Kim De Mulder. Publicado originalmente en Swamp Thing Annual #5 (1989)
  - Shaggy God Stories (Chistes verdes) arte de Mike Mignola. Publicado originalmente en Swamp Thing Annual #5 (1989).
  - Hold Me (Abrázame) arte de Dave Mckean. Publicado originalmente en Hellblazer #27 (marzo de 1990)
- 1602 Publicado en España por Panini en formado Best of Marvel y, tras agotarse, en formato Marvel Deluxe. (2003-2004) (para Marvel Comics)
- Los Eternos (7 números; publicada en España por Panini con el nombre de Eternos. Dibujos de John Romita Jr.) (2006-2007) (para Marvel Comics)
- Batman: Whatever Happened to the Caped Crusader? (para DC Comics, 2009)
- Misterios de un asesinato
- El día que cambié a mi padre por dos peces de colores
- Corazón de arlequín
- Muerte: el alto coste de la vida
- Muerte: lo mejor de tu vida
- La última tentación de Alice Cooper
- Criaturas de la noche
- Mr. Punch
- Los lobos en la pared
- Días de medianoche

### Cuentos
- Humo y Espejos (1998)
- Objetos frágiles (2006)
- El cementerio sin lápidas y otras historias negras (2007)
- Material sensible (2015)

### Novelas
- Buenos presagios (1990), en colaboración con Terry Pratchett
- Neverwhere (1996)
- Stardust (1999)
- Los cazadores de sueños (1999), ilustrado por Yoshitaka Amano
- American Gods (2001)
- Coraline (2002)
- Los hijos de Anansi (2005)
- El libro del cementerio (2008)
- Odd y los gigantes de hielo (2009), ilustrado por Matías Bergara
- Interworld (2011), en colaboración con Michael Reaves
- El sueño de plata (2013), en colaboración con Michael Reaves, secuela de Interworld
- El océano al final del camino (2013)
- Fortunately, the Milk (El galáctico, pirático y alienígena viaje de mi padre) (2013), ilustrado por Skottie Young
- La joven durmiente y el huso (2016), ilustrado por Chris Riddell
- Mitos nórdicos (2017)

### Películas y series
- Death Talks About Life (1994)
- MirrorMask (2005)
- The Big Book Of Who Killed Amanda Palmer (2007)
- Stardust (2007)
- Coraline (2009)
- Dos capítulos de Doctor Who: "The Doctor's Wife" y el que al principio iba a llamarse "El último cyberman" que acabó llamándose "Pesadilla en plata"
- Los Simpsons, temporada 23, episodio 6 (voz de personaje animado basado en sí mismo), fue emitido el domingo 20 de noviembre de 2011
- Ha aparecido en un capítulo de la serie The Big Bang Theory, en el que se interpreta a sí mismo (temporada 11, capítulo 21 - La polarización del cometa).
- Cómo enamorar a una chica punk (2017)
- American Gods (2017)
- Buenos presagios (2019)
- Sandman (2022)
- Dead Boy Detectives (2024)

## Premios y reconocimientos
- Austrian Prix Vienne:

- Mejor Escritor (1993)

- Premio Bram Stoker (Asociación de Escritores de Horror):

- Mejor Novela: American Gods en (2001)
- Mejor Obra para Jóvenes Lectores: Coraline en (2003)

- Premio BSFA:

- Nominado: American Gods en (2002)

- Defensor de la Libertad (Fundación para la Defensa Legal del Comic Book) en 1997:
- Premio Gem Diamond Distributors (1993)
- Premios Eagle:

- Mejor Novela Gráfica, Casos Violentos (1988)
- Mejor Escritor de Cómics Americanos, (1990)

- Premio GLAAD:

- Mejor Cómic (1996)

- Premios Harvey:

- Mejor Escritor, (1990 y 1991)
- Mejor Serie Continua (1992)

- Premio Haxtur (España):

- Mejor Guion por El alto coste de la vida (1994)
- Mejor Guion por La cruzada de los niños (1995)
- Premio Haxtur al Finalista Más Votado por el Público por La cruzada de los niños (1995)
- Nominado como Mejor Historia Larga por La orquídea negra (1990)
- Nominado como Mejor Guion por Coleccionistas (1992)
- Nominado como Mejor Historia Larga por El alto coste de la vida (1994)
- Nominado como Mejor Guion por The Dreaming: El factor Goldie (1997)
- Nominado como Mejor Historia Larga por The Dreaming: El factor Goldie (1997)

- Premio HQ (Brasil):

- Mejor Escritor Extranjero (1998, 1999, 2000 y 2001)
- Mejor Cómic (1998, 1999, 2000 y 2001)

- Premios Hugo:

- Nominado Mejor libro de no ficción: Sandman: Cazadores de Sueños
- Ganador Mejor Novela de Ciencia ficción/fantasía: American Gods (2002)
- Ganador Mejor Novela Corta: Coraline (2003)
- Ganador Mejor Historia Corta: Un Estudio en Esmeralda (2004)
- Nominado Mejor Novela de Ciencia ficción/fantasía: Los hijos de Anansi (2006). Gaiman pidió que se retirara su candidatura para dar oportunidades a otros autores, puesto que su novela era más fantasía que ciencia ficción.
- Ganador Mejor Novela de Ciencia ficción/fantasía: The Graveyard Book (2009)
- Ganador Mejor Presentación Dramática en Formato Corto: Por el episodio de Doctor Who The Doctor's Wife (2012)

- Premio Gremio Internacional de Críticos de Horror:

- Mejor Colección: Angels and Visitations (1994)

- Premio Julia Verlanger (Francia):

- Mejor Novela de Ciencia ficción/fantasía: Neverwhere (1999)

- Premio Kemi (Finlandia):

- Mejor Escritor Internacional (1994)

- Premio Lucca:

- Mejor Escritor (1997)

- Premio MacMillan Silver PEN (Reino Unido):

- Mejor Colección de Historias Cortas, Humo y Espejos (1998)

- Premio Max und Moritz (Alemania):

- Mejor Escritor Extranjero (1998)

- Premio Mythopoeic:

- Mejor Novela para Adultos, Stardust (1999)

- Premio Nebula:

- Nominado: Adaptación de La princesa Mononoke(1998)
- Mejor Novela: American Gods (2002)

- Premio Ricky (Canadá):

- Invitado Favorito (1992)

- Premio Sproing (Noruega, 1998)
- Premio Will Eisner a la Industria:

- Mejor Escritor (1991, 1992, 1993 y 1994)
- Mejor Serie Continuada (1991, 1992 y 1993)
- Mejor Álbum Gráfico: Reprint (1991)
- Mejor Álbum Gráfico: Signal to Noise (1992)
- Mejor Álbum Gráfico: New (1993)

- Premio World Fantasy:

- Mejor Historia Corta (1991)

- Premio Yellow Kid (Italia, 1995)
- Premio Eisner
- Premio de la Comicon (Scream Awards, 2007)